# 리인심상
《리인심상》(중국어 간체자: 离人心上, 정체자: 離人心上, 병음: Lí rén xīn shàng 리런신상[*], 영어: The Sleepless Princess)은 2020년 방송되었던 중국의 드라마이다.

## 소개
- 예지몽을 꾸는 공주와 그 곁을 지키는 장군의 이야기를 그린 드라마

## 등장 인물
- 정예청 - 설요 역
- 후이쉬안 - 서초월 역
- 양림 (楊霖) - 서성진 역
- 황찬찬 (黄灿灿) - 소입입 역
- 주대위 (周大为) - 나극 역
- 팽필요 (彭必瑶) - 나계 역
- 린신이 - 도요 역